# Langues au Togo
La langue officielle du Togo est le français. Les deux langues nationales sont l'éwé et le kabiyè, ces deux dernières ont été choisies en 1975 par le président Eyadéma. Il existe en outre 58 langues  parlées au Togo, dont le mina (dialecte d'éwé parlée à Lomé) qui sert de langue véhiculaire pour le sud du pays, mais aussi à travers presque tout le pays : le mobaa, le tem et le peul. Les langues vernaculaires du pays se scindent en deux groupes : les langues gur au nord et les langues kwa au sud. L'éwé se pratique notamment au Sud de Lomé à Blitta et le kabiyè au Nord.
Selon le rapport 2018 de l’OLF, le Togo compte 40 % de francophones dans sa population,.
Selon Couchoro[Qui ?] « Le fait notable de ces quinze dernières années, c’est, liée à tous les facteurs de développement et grâce à la scolarisation en particulier, la diffusion notablement en expansion de notre langue [le français] dans les masses populaires. La conséquence en est une appropriation du français par les peu ou pas lettrés, phénomène pratiquement inconnu autrefois. »

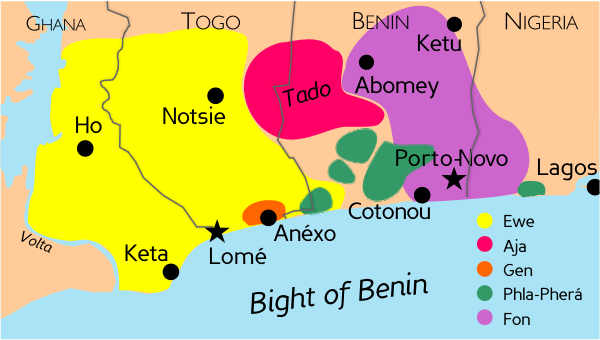
Répartition des principales langues gbe (d'après Capo 1988, 1991)

Selon Isabelle Anzorge « Celui-ci [le français] n’est plus seulement une langue "importée" mais prend peu à peu une identité togolaise, se libérant de toutes les contraintes normatives, intégrant par là même les réalités culturelles du pays. » Cette dernière a relevé l'existence d'un français dialectal : « (...) depuis la chute du taux de scolarisation due aux différents bouleversements économiques et politiques (effondrement des phosphates, dévaluation du Franc CFA, grèves universitaires faisant suite à la grève générale de 1992, climat de guerre civile depuis 1991), le français [est] devenu un outil, voire un moyen de communication privilégié de la plupart des Togolais scolarisés ou non ».
Quelques exemples du français du Togo : 
- la pluie : l’argent de la bourse des étudiants de l’université.
- grèver : se mettre en grève, cesser le travail
- un zémidjan :  conducteur de taxi-moto
- longtemps-longtemps :  très longtemps
- Faire un accident avec une fille : mettre une fille enceinte, être l’auteur d’une grossesse involontaire

## Statistiques

### Recensement de 2010

#### Aptitude à lire, écrire et comprendre
Selon le recensement général de la population et de l'habitat de 2010 du Togo, 61,92 % de la population résidente de 15 ans et plus sait lire, soit 2 207 160 habitants sur les 3 564 761 de 15 ans et plus ; si l'on exclut les réponses "non déclarés", ils sont 62,95 %, parmi les 3 506 376 habitants de 15 ans et plus ayant eu leur alphabétisme déclaré.
Pour ce qui est du français, 53,02 % de la population résidente de 15 ans et plus sait le lire, l'écrire et le comprendre, représentant 1 890 004 habitants sur les 3 564 761 de 15 ans et plus (40 % en milieu rural et 70 % en milieu urbain, ils sont même 72 % dans la capitale Lomé) ; si l'on exclut les réponses "non déclaré" ils sont 53,90 % ; et si l'on exclut également les analphabètes et ceux sachant juste lire une langue, ils sont 92,14 %, les 7,86 % restants sachant lire, écrire et comprendre une des langues nationales ou d'autres langues, mais pas le français.
| Aptitude                                                            | Pourcentage | Nombre    |
| ------------------------------------------------------------------- | ----------- | --------- |
| Sait lire, écrire et comprendre le français                         | 34,37 %     | 1 225 319 |
| Sait lire, écrire et comprendre une langue nationale                | 2,23 %      | 79 414    |
| Sait lire, écrire et comprendre le français et une langue nationale | 18,65 %     | 664 685   |
| Sait lire, écrire et comprendre autre langue                        | 2,30 %      | 81 913    |
| Sait lire seulement                                                 | 4,37 %      | 155 829   |
| Ne sait ni lire, ni écrire                                          | 36,45 %     | 1 299 216 |
| Non déclaré                                                         | 1,64 %      | 58 385    |
| Total                                                               | 100,00 %    | 3 564 761 |